# Abraham Goldfaden
Abraham Goldfaden, född 24 juli 1840, död 9 januari 1908, var en rysk författare och teaterman, som anses som den nyjudiska teaterns skapare.
Goldfaden var son till en urmakare i Starokostjantyniv, Ukraina, genomgick rabbinskolan i Zjytomyr, var en tid lärare vid en statsskola och blev sedan utgivare av en tidskrift i Lviv (Lwów). Därifrån flyttade han först till Tjernivtsi (Cernăuţi) och sedan till Iași. 
Vid tiden för det Rysk-turkiska kriget fick han idén att förena de visor som framfördes av kringvandrande judiska sångare, bodchonim (singularis, badchen) med en tunn handling och låta dem utföras på scenen av skådespelare. Med stor möda lyckades han skapa en trupp, där kvinnorollerna till en början framfördes av män. Efter kriget och en tids kringresande i Rumänien, slog han sig ner i Odessa. 1883 förbjöd den ryska regeringen teater på jiddisch. Goldfaden begav sig till Sankt Petersburg för att försöka få förbudet upphävt, men förgäves.
Goldfadens teaterstycken är mest lätt underhållning, men han gav också ut ett band hebreisk poesi (1865) och en samling judiska visor (1866).